# Anne-Marie Colchen
Anne-Marie Renée Laure Colchen, coniugata Maillet (Le Havre, 8 dicembre 1925 – Sanary-sur-Mer, 26 gennaio 2017), è stata un'altista e cestista francese.

## Carriera
Con la Francia ha disputato i Campionati del mondo del 1953 e quattro edizioni dei Campionati europei (1950, 1952, 1954, 1956).